# Amphilochus manudens
Amphilochus manudens är en kräftdjursart som beskrevs av Charles Spence Bate 1862. Amphilochus manudens ingår i släktet Amphilochus och familjen Amphilochidae. Arten är reproducerande i Sverige. Inga underarter finns listade i Catalogue of Life.